# Sommer-Paralympics 2012/Teilnehmer (Philippinen)
| stlisierte Goldmedaille | stlisierte Silbermedaille | stlisierte Bronzemedaille |
| ----------------------- | ------------------------- | ------------------------- |
| —                       | —                         | —                         |

Die Philippinen entsandten zu den Paralympischen Sommerspielen 2012 in London eine aus neun Sportlern bestehende Mannschaft – fünf Frauen und vier Männer.
Medaillen konnten keine gewonnen werden. Das beste Ergebnis erzielte die Tischtennisspielerin Josephine Medina, die auch als Fahnenträgerin bei der Eröffnungsfeier fungierte: Sie erreichte im Dameneinzel den 4. Platz.

## Leichtathletik
Frauen
- Marites Burce

Männer
- Roger Tapia
- Isidro Vildosola
- Andy Avallana

## Powerlifting
Männer
- Agustin Kitan

Frauen
- Achelle Guion
- Adeline Ancheta

## Schwimmen
Frauen
- Bea Roble

## Tischtennis
Frauen
- Josephine Medina